# VTJ Písek
VTJ Písek (celým názvem: Vojenská tělovýchovná jednota Písek) byl československý klub ledního hokeje, který sídlil ve městě Písek v Jihočeském kraji. Pod stejným názvem zde působil také fotbalový klub.
Dukla byla založena v roce 1953 a její kádr tvořili převážně místní fotbalisté. Dukla začala hrát okresní soutěž III. třídy, ve které hned zvítězila. V následném roce prošla suverénně okresním přeborem i kvalifikací o I. A třídu, ale díky různým machinacím nepostoupila. Následující sezónu, ale Dukla znovu vyhrála jak okresní přebor tak i kvalifikaci a definitivně postoupila do I. A třídy. I ta byla pro Duklu příliš malá a hned postoupila do krajského přeboru. Z té do 2. ligy postoupila až v sezóně 1965/66, kdy krajský přebor vyhrála o 4 body před béčkem českobudějovického Motoru.
V sezoně 1978/79 se do Písku přesunulo béčko jihlavské Dukly, hrající do té doby v Liberci. Původní písecká VTJ se přesunula do Vyškova. Před sezonou 1987/88 se ASD Dukla Jihlava B přesunula do Tábora a písecký vojenský klub se vrátil k názvu VTJ Písek. Klub zanikl v roce 1990 po fúzi s TJ Jitex Písek do nově založené organizace VTJ Jitex Písek.
Své domácí zápasy odehrával na zimním stadionu Písek s kapacitou 4 500 diváků.

## Historické názvy
Zdroj: 
- 1953 – VTJ Dukla Písek (Vojenská tělovýchovná jednota Dukla Písek)
- 1974 – VTJ Písek (Vojenská tělovýchovná jednota Písek)
- 1978 – ASD Dukla Jihlava „B“ (Armádní sportovní družstvo Dukla Jihlava „B“)
- 1987 – VTJ Písek (Vojenská tělovýchovná jednota Písek)
- 1990 – fúze s TJ Jitex Písek ⇒ VTJ Jitex Písek
- 1990 – zánik

## Přehled ligové účasti
Stručný přehled
Zdroj: 
- 1966–1969: 2. liga – sk. A (2. ligová úroveň v Československu)
- 1969–1973: 1. ČNHL – sk. A (2. ligová úroveň v Československu)
- 1973–1977: 2. ČNHL – sk. A (3. ligová úroveň v Československu)
- 1977–1978: 2. ČNHL – sk. B (3. ligová úroveň v Československu)
- 1978–1979: 1. ČNHL (2. ligová úroveň v Československu)
- 1979–1983: 1. ČNHL – sk. A (2. ligová úroveň v Československu)
- 1983–1984: 2. ČNHL – sk. B (3. ligová úroveň v Československu)
- 1984–1990: 1. ČNHL (2. ligová úroveň v Československu)

Jednotlivé ročníky
Zdroj: 
Legenda: ZČ - základní část, červené podbarvení - sestup, zelené podbarvení - postup, fialové podbarvení - reorganizace, změna skupiny či soutěže
| Československo (1966 – 1990) |                 |           |           |                                       |                                  |
| Sezóny                       | Soutěž          | Úroveň    | ZČ        | Play-off, nadstavba, sk. o udržení... | Poznámky                         |
| 1966/67                      | 2. liga – sk. A | 2. úroveň | 4. místo  |                                       |                                  |
| 1967/68                      | 2. liga – sk. A | 2. úroveň | 2. místo  |                                       |                                  |
| 1968/69                      | 2. liga – sk. A | 2. úroveň | 5. místo  |                                       | Reorganizace                     |
| 1969/70                      | 1. ČNHL – sk. A | 2. úroveň | 2. místo  |                                       |                                  |
| 1970/71                      | 1. ČNHL – sk. A | 2. úroveň | 5. místo  |                                       |                                  |
| 1971/72                      | 1. ČNHL – sk. A | 2. úroveň | 13. místo |                                       |                                  |
| 1972/73                      | 1. ČNHL – sk. A | 2. úroveň | 11. místo |                                       | Reorganizace                     |
| 1973/74                      | 2. ČNHL – sk. A | 3. úroveň | 7. místo  |                                       |                                  |
| 1974/75                      | 2. ČNHL – sk. A | 3. úroveň | 7. místo  |                                       |                                  |
| 1975/76                      | 2. ČNHL – sk. A | 3. úroveň | 5. místo  |                                       |                                  |
| 1976/77                      | 2. ČNHL – sk. A | 3. úroveň | 1. místo  | Kvalifikace o 1. ČNHL (3. místo)      | Změna skupiny                    |
| 1977/78                      | 2. ČNHL – sk. B | 3. úroveň | 1. místo  | Kvalifikace o 1. ČNHL (4. místo)      | Přesun licence z liberecké Dukly |
| 1978/79                      | 1. ČNHL         | 2. úroveň | 8. místo  |                                       | Reorganizace                     |
| 1979/80                      | 1. ČNHL – sk. A | 2. úroveň | 3. místo  |                                       |                                  |
| 1980/81                      | 1. ČNHL – sk. A | 2. úroveň | 3. místo  | Finálová skupina (9. místo)           |                                  |
| 1981/82                      | 1. ČNHL – sk. A | 2. úroveň | 6. místo  | Skupina o udržení A (1. místo)        |                                  |
| 1982/83                      | 1. ČNHL – sk. A | 2. úroveň | 7. místo  | Kvalifikace o 1. ČNHL (4. místo)      | Reorganizace                     |
| 1983/84                      | 2. ČNHL – sk. B | 3. úroveň | 1. místo  | Finálová skupina (1. místo)           | Postup                           |
| 1984/85                      | 1. ČNHL         | 2. úroveň | 10. místo |                                       |                                  |
| 1985/86                      | 1. ČNHL         | 2. úroveň | 3. místo  |                                       |                                  |
| 1986/87                      | 1. ČNHL         | 2. úroveň | 5. místo  | Čtvrtfinále                           |                                  |
| 1987/88                      | 1. ČNHL         | 2. úroveň | 7. místo  | Čtvrtfinále                           |                                  |
| 1988/89                      | 1. ČNHL         | 2. úroveň | 7. místo  | Čtvrtfinále                           |                                  |
| 1989/90                      | 1. ČNHL         | 2. úroveň | 7. místo  | Zápas o 3. místo (prohra)             |                                  |